# Rosemarie Kilian

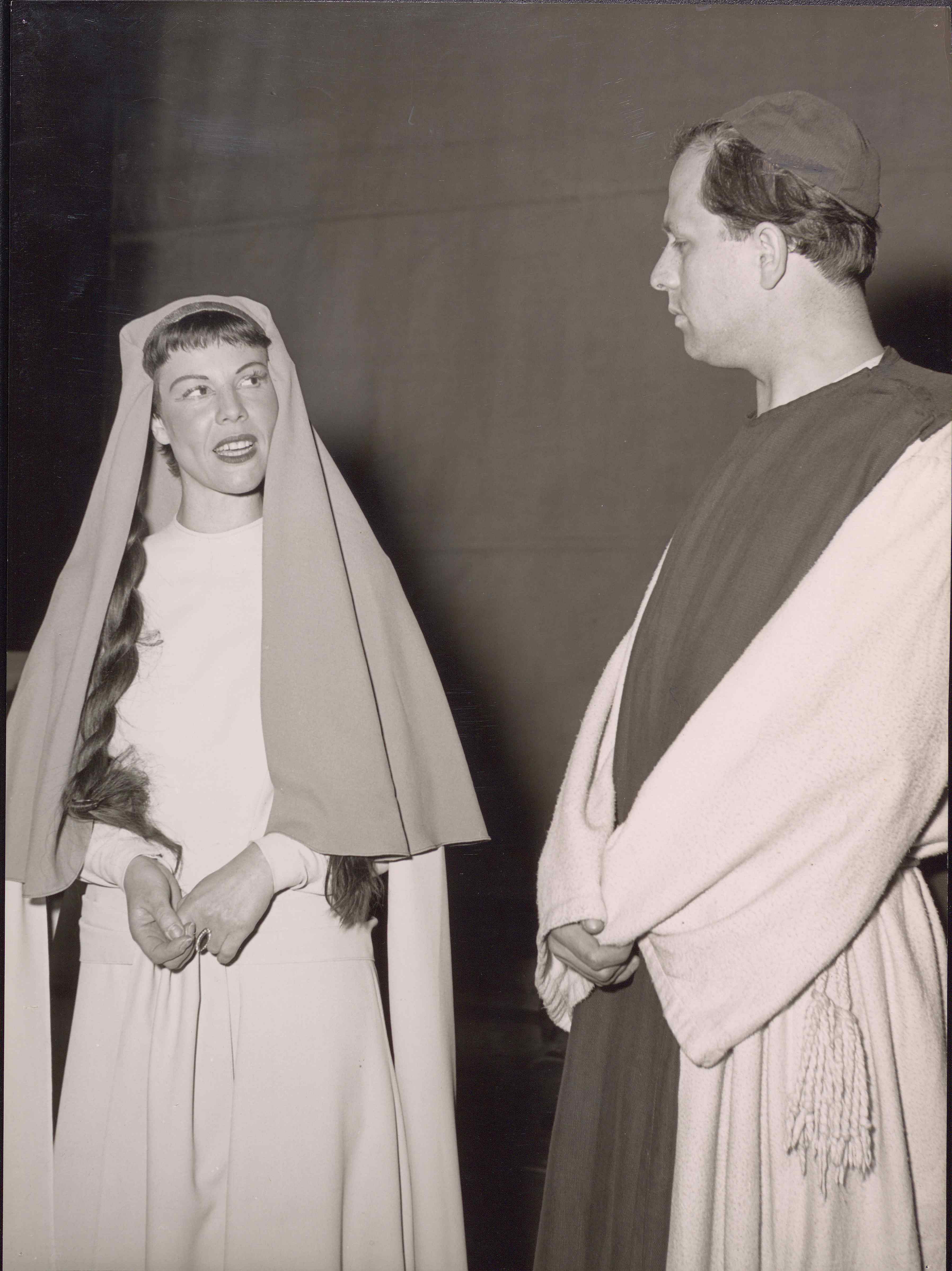
Rosemarie Kilian und Ulrich Götsch in Audifax und Hadumoth von Lola Ervig am Badischen Staatstheater Karlsruhe (1954)

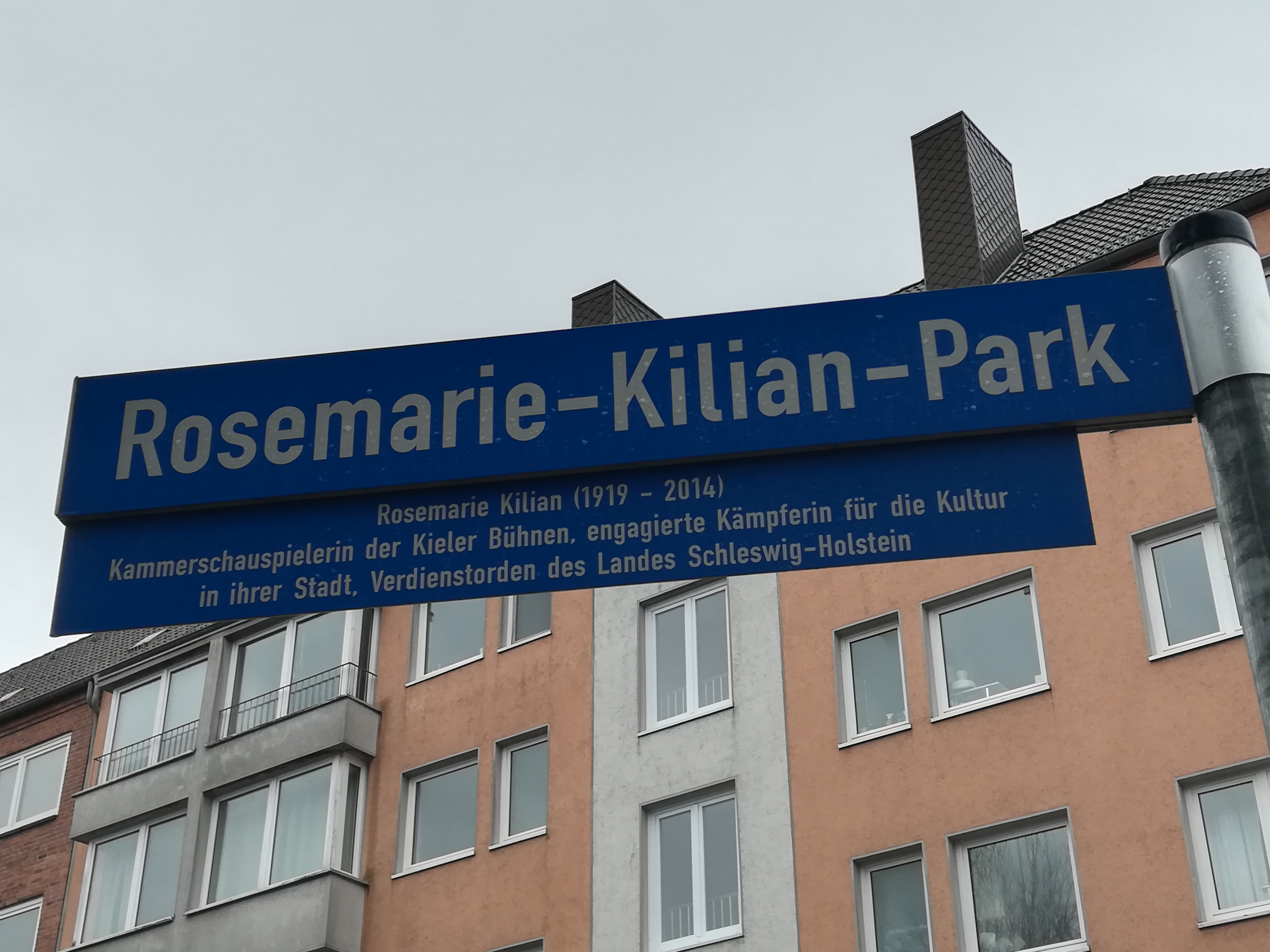
Straßenschild Rosemarie-Kilian-Park

Rosemarie Sophie Charlotte Kilian (* 2. Juni 1919 in Landsberg/Warthe; † 31. Januar 2014 in Kiel) war eine deutsche Schauspielerin.

## Leben
Als zweites Kind eines Bankdirektors und einer Lehrerin erblickte Rosemarie Kilian in Landsberg/Warthe (heute Polen) das Licht der Welt. 1935 begann sie in Bremen eine private Schauspielausbildung und konnte einen Beitritt zum BDM und zum Reichsarbeitsdienst verhindern. In Hamburg bestand sie zwei Mal die Abschlussprüfung für den Schauspielberuf nicht. 1937 lernte sie in der Schauspielschule Lilly Ackermann kennen und arbeitete als Statistin für die Ufa. 1939 bestand sie die Schauspielprüfung und wurde für eine Nebenrolle im Propagandafilm »Jud Süß« ausgewählt, jedoch wegen ihres Aussehens wieder ausgetauscht. 1940 bekam sie einen Vertrag im ostpreußischen Allenstein, nach dem Krieg spielte sie in Darmstadt, Heidelberg, Karlsruhe und Gelsenkirchen. Als Alleinerziehende mit zwei Kindern kam sie 1969 nach Kiel und spielte dort unzählige Rollen. Man ernannte sie 1996 zur Kammerschauspielerin, sie erhielt 2009 das Prunksiegel der Landeshauptstadt Kiel und 2011 den Verdienstorden des Landes Schleswig-Holstein. Am 31. Januar 2014 starb Rosemarie Kilian im Alter von 94 Jahren in ihrem Haus in Kiel.

## Ehrungen
Die Kieler Ratsversammlung benannte 2016 eine bis dahin namenlose Grünfläche in Rosemarie-Kilian-Park um.

## Werke
- Revolutionskind, Erinnerung an Leben und Bühne 1919–1999, Bibliothek der Zeitzeugen, JKL-Publikationen, 2003.